# Selyemrét (Miskolc)
Selyemrét Miskolc egyik városrésze a Belvárostól keletre. A 20. században kiépített, főleg társasházas lakóövezet; elsősorban még a nagy lakótelepi időszakot megelőzően, az 1950-es években épült társasházak dominálnak. Jelentősebb épületei az 1927-ben épült Selyemréti Strandfürdő és a Szent István római katolikus templom.

## Fekvése, közlekedése
Északon a 3. számú főút városi szakasza, a József Attila utca, keleten a Baross Gábor út, délen a Szinva patak, nyugaton a Miskolc–Bánréve–Ózd-vasútvonal határolja. A terület délkeleti csücskében található Miskolc első számú pályaudvara, a Tiszai pályaudvar.
Selyemrét fő közlekedési útvonala a Bajcsy-Zsilinszky utca. Itt a buszközlekedés mellett villamosközlekedés is van, amely a Tiszai pályaudvarról indul és a belvároson keresztül egészen Diósgyőr városrészig tart. A Tiszai pályaudvarról a 2022 decemberében elkészült Y-hídon keresztül szintén el lehet jutni Miskolc belvárosa felé.

## Története
A városrész a nevét Neményi Endre 1926-ban alapított selyemgyáráról kapta, amely az akkori Vay utca 12. szám alatt állt, a mai József Attila utcán. A gyár az államosítás után is üzemelt, a lakónegyed építésekor bontották le.
A történeti adatok szerint a MÁV-lakótelep és a mai Bajcsy-Zsilinszky Endre utca közötti selyemréti területeken, illetve a vasúti pályaudvartól a Zsolcai kapu irányába, a Tüzérlaktanya mögött bolgár kertészetek voltak. Ennek elsődleges indoka a Szinva-víz közelsége volt, a másik, a még beépítetlen terület földjeinek jó minősége. A selyemréti strand főépülete 1927-re készült el, a strandot 1927. június 29-én avatták fel egy nagyszabású nemzetközi úszóverseny keretében. Ezt követően egy kényszerű bezárás után 1950-ben nyitották meg ismét. A háború utáni időszakban, 1952-től kezdték beépíteni bérházakkal a Selyemrét észak és dél területet, illetve a Zámenhoff u. I—II. tömböket akkor húzták fel. A Kőrösi Csoma Sándor utca 1–5.szám alatt 1959–1961 között öt darab nyolcszintes középmagas épület készült el, a belső és külső kialakításaikat tekintve a építéseik idején modernek számítottak.

## Főbb létesítményei, intézményei
- Selyemréti Strandfürdő
- MÁV rendelőintézet
- Teleki Tehetséggondozó Kollégium
- Miskolci Petőfi Sándor Kollégium
- Szalay Sámuel Református Két Tanítási Nyelvű Általános Iskola
- Szent István-templom

- Selyemréti Strandfürdő
- Bajcsy-Zsilinszky utca
- Bajcsy-Zsilinszky utca
- Bajcsy-Zsilinszky utca, templom
- Kőrösi Csoma Sándor utca
- Selyemrét, Teleki Tehetséggondozó Kollégium
- Bajcsy-Zsilinszky utca
- Selyemrét, Miskolci Petőfi Sándor Kollégium